# الحرب الأهلية الإسبانية في مالقة

خريطة الحرب الأهلية في اسبانيا عام(17 يوليو 1936 – 1 أبريل 1939) مفتاح الخريطة،بالأحمر الحكومة الإسبانية، بالاصفر الثوار.

استمرت الحرب الأهلية الإسبانية في مالقة (1936-1939) حوالي سبعة أشهر، من 18 يوليو 1936 إلى 8 فبراير 1937، عندما استولت القوات المتمردة على المدينة. بدأ الانقلاب العسكري الفاشل في يوليو 1936. فأصبحت مالقة واحدة من جبهات الحرب الأهلية مع مدريد وأراغون والجبهة الشمالية (أستورياس وكانتابريا والباسك).

## ماقبل التمرد
تسبب فوز الجبهة الشعبية في انتخابات 1936 بمناخ عنيف في ملقة، كما هو الحال في بقية إسبانيا، مع اغتيال الفلانخي أنطونيو دياز مولينا والمستشار الشيوعي أندريس رودريغيز والاشتراكي ورئيس مفوضية مالقا أنطونيو رومان ومناضل من FAI وعسكري من CNT. كل هذا المناخ العدواني خدم ليكون مبررًا سياسيًا للانقلاب.
كان فشل الانقلاب في ملقة سببه تردد الجنرال باتكسوت أمام مقاومة العمال المتوقعة. أخذ الكابتن هولين والملازم سيغالرفا القوات إلى الشوارع كما هو مخطط له، ولعدم قدرتهما على الوصول إلى الحكومة المدنية، التي دافعت عنها قوات حرس الاقتحام بقوة. فانسحبت القوات المتمردة في صباح ذلك اليوم في 19 يوليو. وكان تنظيم الدفاع عن المدينة مشروطا بسجن معظم ضباط الجيش. فبدأت الحشود باقتحام منازل الأثرياء والبرجوازية.

## ثورة أثناء الصراع
اندلعت أعمال العنف والكراهية الشديدين ضد اليمين، الذي فهمته الكاتبة جاميل وولسي على أنه «الجانب الآخر من الخوف» من القصف الجوي وجيش إفريقيا. وكانت الجمهورية غير قادرة على السيطرة على الأعمال العدائية. بلغ عدد ضحايا تلك الهجمات حسب التقديرات حوالي 3406.
عانى الاقتصاد أيضا من هذه الثورة، المخصصة للحرب وامداد السكان. تم الاعتداء على مصانع عائلة لاريوس الثرية، ولكن لم تتعرض المتاجر الصغيرة لأي اعتداء.

## الخلافات وإعادة التنظيم
تنازع على السلطة كلا من الحزب الاشتراكي والحزب الشيوعي، ونازعهم الأناركيين. وبالنهاية أصبح الشيوعيون الأكثر نفوذاً.
مع وصول لارجو كابييرو إلى رئاسة الحكومة، أضحت الثورة مشلولة، فتمكنت الحكومة من استعادة الانضباط العسكري ووقف القمع.

## السقوط
أرسل رئيس الحكومة الجديد تعزيزات ودعم إلى المدينة، ولكنها لم تكن كافية أمام قوات غونزالو كويبو دي يانو المعززة بالمتطوعين الإيطاليين. فالحصار البري المتشدد، إضافة إلى الحصار البحري الذي مارسه الأسطول الإيطالي-الألماني المشترك، دفع العقيد بوليفار لمغادرة المدينة عن طريق ألمرية السريع، مع استمرار القصف البحري على المدنيين.
وفي 8 فبراير 1937 دخلت القوات المتمردة حي هولين، منهية القتال على أرض ملقة، ومنهية قمع العائلات الموالية للانقلاب، ولكنه بدأ مع الجمهوريين الذين لم يهربوا من المدينة.